# Yunnanhare
Yunnanhare (Lepus comus) är en däggdjursart som beskrevs av Allen 1927. Lepus comus ingår i släktet harar, och familjen harar och kaniner. Internationella naturvårdsunionen kategoriserar arten globalt som livskraftig. Inga underarter finns listade.
Denna hare förekommer i södra Kina huvudsakligen i provinsen Yunnan men även i Guizhou och Sichuan. Kanske når den angränsande regioner av Laos, Myanmar och Vietnam. Utbredningsområdet utgörs främst av ett 1300 till 3200 meter högt högplatå. Regionen är huvudsakligen täckt av gräs. Boet är en enkel fördjupning i marken.
Yunnanharen är aktiv på dagen men under nattetid hämtar den ibland föda från jordbruksmark. Honor kan para sig två gånger per år och per kull föds en unge till fyra ungar.
Arten är med en vikt av 1,5 till 2,5 kg en mindre medlem av släktet harar. Den har gråbrun päls på ryggen och mera gulaktig päls vid kroppens sidor samt grå päls på buken. Svansens övre delar är mörka. Yunnanharen skiljer sig från ullig hare (Lepus oiostolus) i storleken och i avvikande detaljer av tändernas konstruktion.